# Kalla Pasha
Kalla Pasha (5 de março de 1879 — 10 de junho de 1933) foi um lutador de wrestling profissional norte-americano, ator e comediante de vaudeville, ativo durante a era do cinema mudo.

## Biografia
Kalla Pasha foi o nome artístico de Joseph T. Rickard, um nativo de Detroit. Ele foi o lutador profissional Hamid Kalla Pasha, a quem a imprensa chamava de "The Crazy Turk" antes de atuar no vaudeville e aparecer em 74 filmes entre 1919 e 1931. O sucesso de Rickard com Mack Sennet permitiu-lhe ser um gastador-livre, afirmando mais tarde que ele costumava ir à cidade com 150 mil dólares amarrados na cintura. O dinheiro contudo não durou e, não muito tempo depois, ele foi preso por agredir um homem na cabeça com uma garrafa de leite durante uma luta envolvendo cinco centavos. Como resultado, Rickard foi enviado ao Hospital Estadual de Mendocino para atendimento psiquiátrico, onde ele iria morrer um pouco mais de um ano depois de doenças cardíacas.

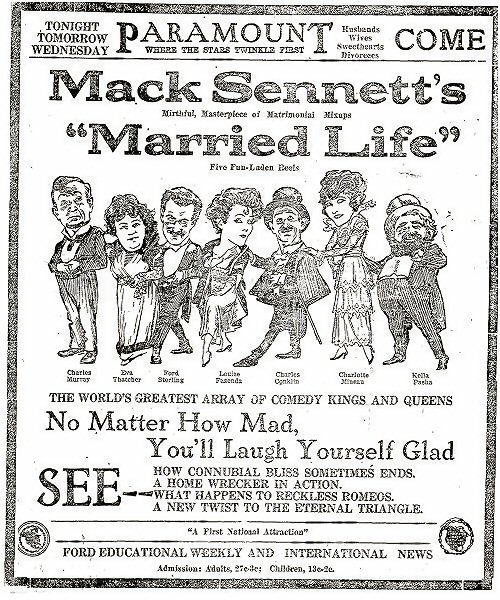
"Married Life" (ca. 1920)
Kalla Pasha caricatura de extrema-direita

## Filmografia parcial
- The Wicked Darling (1919)
- Down on the Farm (1920)
- A Small Town Idol (1921)
- The Dictator (1922)
- Thirty Days (1922)
- His Supreme Moment (1925)
- Silken Shackles (1926)
- When a Man Loves (1927)
- The Dove (1927)
- The Devil Dancer (1927)
- Tillie's Punctured Romance (1928)
- West of Zanzibar (1928)
- Seven Footprints to Satan (1929)
- The Show of Shows (1929)